# 光陽港駅
光陽港駅 （クァンヤンハンえき）は大韓民国全羅南道光陽市にある、韓国鉄道公社の駅である。

## 利用可能な路線
- 韓国鉄道公社
  - 光陽港線（貨物線）

## 歴史
- 1998年12月31日：開業。
- 2017年12月18日：貨物取扱中止[1]。

## 隣の駅
光陽港線
黄吉駅 - 光陽港駅